# Time's Up (Living Colour)
Time's Up è il secondo album del gruppo musicale alternative metal Living Colour, uscito nel 1990 su Epic Records per la CBS e prodotto da Ed Stasium.

È stato registrato da Ed Stasium e Paul Hamingson agli A&M Recording Studios e agli RPM Studios, missato da Ed Stasium ai Right Track Studios eccetto le tracce 1, 5 e 9 missate da Ed Stasium e Ron St.Germain, arrangiato da Paul Hamingson, e il mastering è di Greg Calbi degli studi Sterling Sound di New York.

## Tracce
1. Time's Up (Will Calhoun, Corey Glover, Vernon Reid, Muzz Skillings) – 3:05
2. History Lesson (V.Reid) – 0:52
3. Pride (W. Calhoun) – 4:55
4. Love Rears Its Ugly Head (V.Reid) – 4:19
5. New Jack Theme (V.Reid) – 3:30
6. Someone Like You (M.Skillings) – 3:47
7. Elvis is Dead (V.Reid) – 3:50
8. Type (V.Reid) – 6:26
9. Information Overload (V.Reid) – 6:11
10. Under Cover of Darkness (C.Glover) – 4:17
11. Ology (M.Skillings) - 1:07
12. Fight the Fight (W.Calhoun, C.Glover, V.Reid, M.Skillings) - 4:32
13. Tag Team Partners (C.Glover) - 0:48
14. Solace of You (C.Glover, V.Reid) - 3:38
15. This Is the Life (V.Reid) - 6:23

### Bonus track su CD
1. Final Solution * (Pere Ubu) - 5:44
2. Middle Man * (V.Reid, C.Glover) - 3:40
3. Love Rears Its Ugly Head (aka Soul Power Mix) (V.Reid) - 4:05

* = Registrata live a Chicago, novembre 1990.

## Formazione
- Corey Glover - voce
- Vernon Reid - chitarra
- Muzz Skillings - basso
- Will Calhoun - batteria

### Musicisti ospiti
- Annette Daniels, D.K.Dyson, Rosa Russ - cori in Pride e This Is the Life
- Derin Young - voce in Solace of You, cori in Pride e This Is the Life.
- Alan Friedman - programming in New Jack Theme.
- Little Richard - voce in Elvis is Dead
- Maceo Parker - sassofono in Elvis is Dead
- Mick Jagger - cori in Elvis is Dead
- Queen Latifah - voce in Under cover of Darkness
- Don Byron - clarinetto e sax baritono in Under cover of Darkness
- Doug E. Fresh - voce in Tag Team Partners, percussioni vocali in Solace of You